# Полет 230 на „Аеромексико“
Полет 230 на „Аеромексико“ е вътрешен пътнически полет от международното летище „Монтерей-Генерал Мариано Ескобедо“, Аподака, Нуево Леон, до международното летище „Чиуауа“, Чиуауа, Мексико, управляван от „Аеромексико“. На 27 юли 1981 г. самолетът „Макдонал Дъглас DC-9-32“, който обслужва полета, след заход претърпява твърдо кацане и се разбива на международното летище „Чихуахуа“.
Времето в района е с изолирани купесто-дъждовни облаци със силен порив на вятъра и превалявания по време на заход и кацане. При докосване на земята самолетът отскача веднъж и се удря в нея, а след това излиза от пистата, разпада се и се запалва, в резултат на което загиват 32 от 66 пътници и екипаж на борда. Димът и огънят причиняват смъртта на тези, които остават в летателния апарат.